# زغبورة قمبريطية
زغبورة قمبريطية (الاسم العلمي:Stigmella combretella) هي نوع من الحشرات تتبع جنس الزغبورة من فصيلة السليلات.